# Segame Beatz
 (avril 2025).
Segame Beatz, de son vrai nom Anguilet Madola Sem, est un producteur de musique gabonais né le 2 octobre 1993 à Libreville. Il est  spécialisé dans les genres Afrobeat, Afropop et  world music. 

## Biographie

### Début
Segame Beatz grandi dans un environnement culturel, ce qui l'a influencé et marqué ses débuts dans la musique. 
En 2015, il commence sa carrière musicale au sein du label Jeep Record. À cette époque, il se distingue déjà par ses compositions et ses arrangements.  .

### Carrière
En 2018, la carrière de Segame Beatz prend une autre tournure avec la production du titre Tototoh de l’artiste Ng Bling, une chanson qui rencontre un franc succès au Gabon. De là, le producteur de musique enchaîne des singles sous son propre nom et en collaborant avec d’autres artistes gabonais de renom comme : Ba’ponga, Arnold Djoud, Latchow, Amenem, Kifra L, Flow du sud, Nelyo, N’do Man, et bien d’autres. 
Il étend son influence à l’international en travaillant avec des artistes comme : Singuila, Mink’s, Tiesco le sultan, et Kayawoto. Segame Beatz est membre du label Dynastie depuis 2019, label dans lequel il occupe également le poste de directeur artistique.
En 2023, il co-écrit la chanson Toi et Moi avec l'artiste gabonais Latchow.

## Discographie

### Singles
- 2023 : Calme toi, avec Letime
- 2022 : Mami Wata
- 2021 : Kawito Battle
- 2021 : "Parle Encore" feat. N'do-Man
- 2019 : Bad Girl

### Collaboration
- 2024 : On n'embête personne[4], avec Gaindéboma
- 2023 : Calme toi, avec Letime
- 2021 : Parle Encore, avec N'do-Man